# 慈好祥
慈 好祥（じ こうしよう、朝鮮語: 자호상）は、中国明の軍人であり、朝鮮氏族の遼陽慈氏の始祖である。中国荊州出身。
慈好祥は、1557年にモンゴルとの戦争で戦死した。
慈好祥の息子の慈弘善は遼陽に移住し、慈弘善の息子の慈慶輔、慈順直、慈順熙、慈慶祖と共に戦乱を避けて、咸鏡道吉州郡に亡命した。